# Marysvale (Utah)
Marysvale es una localidad del condado de Piute, estado de Utah, Estados Unidos. Según el censo de 2000 tenía 381 habitantes.

## Geografía
Marysvale se encuentra en las coordenadas 38°26′51″N 112°13′58″O / 38.44750, -112.23278.
Según la oficina del censo de Estados Unidos, la localidad tiene una superficie total de 39,1 km². De los cuales 39,1 km² son tierra y un 0.07% está cubierto de agua.